# Echinochloa telmatophila
Echinochloa telmatophila là một loài thực vật có hoa trong họ Hòa thảo. Loài này được Michael & Vickery mô tả khoa học đầu tiên năm 1975.